# موئین‌چمن (سرده)
موئین‌چمن (نام علمی: Zingiber) نام یک سرده از تیره زنجبیلیان است.